# ウジェーヌ・ジグー
ウジェーヌ・ジグー（Eugène Gigout, 1844年3月23日 ナンシー - 1925年12月9日 パリ）はフランスのオルガニスト・作曲家。

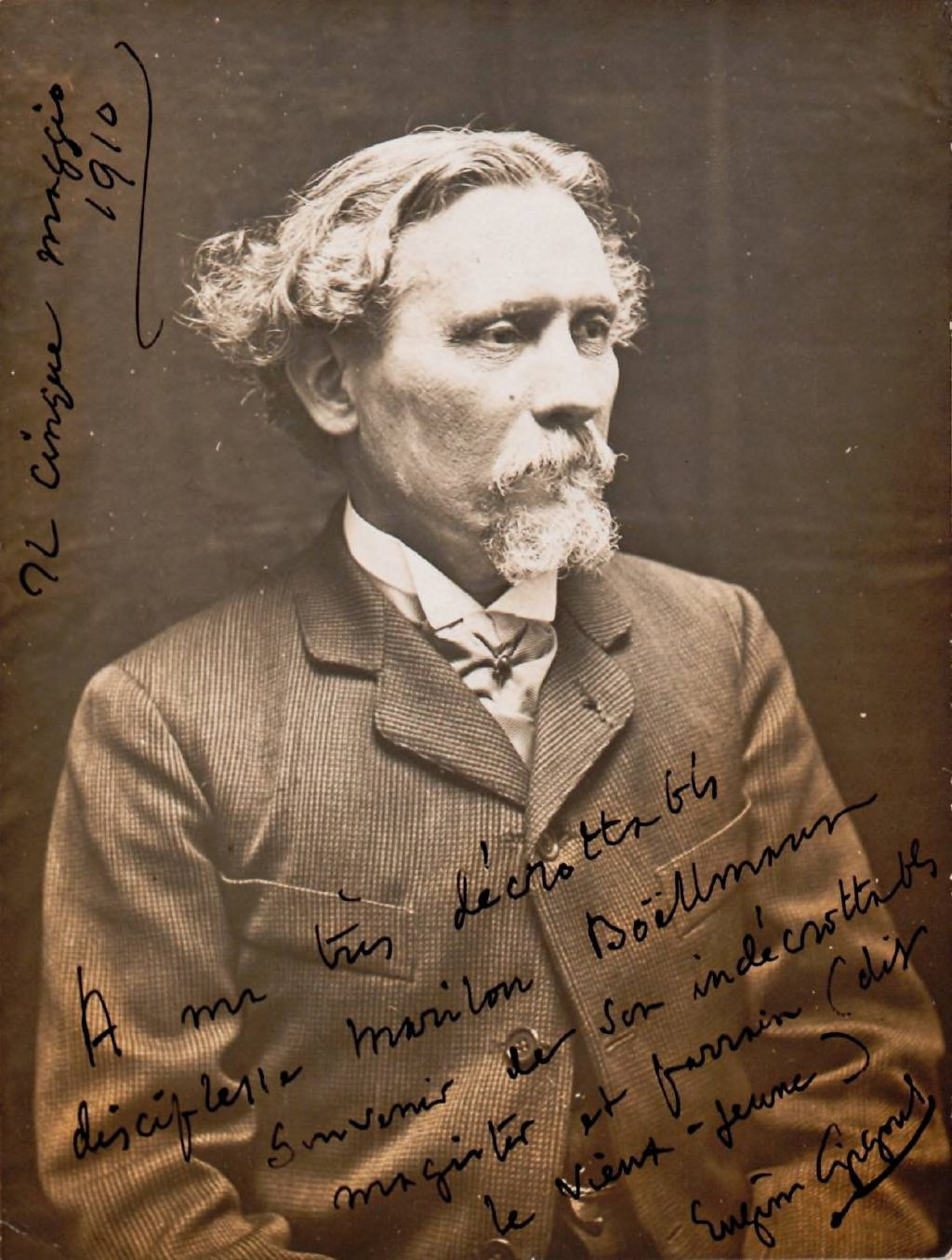
1910年

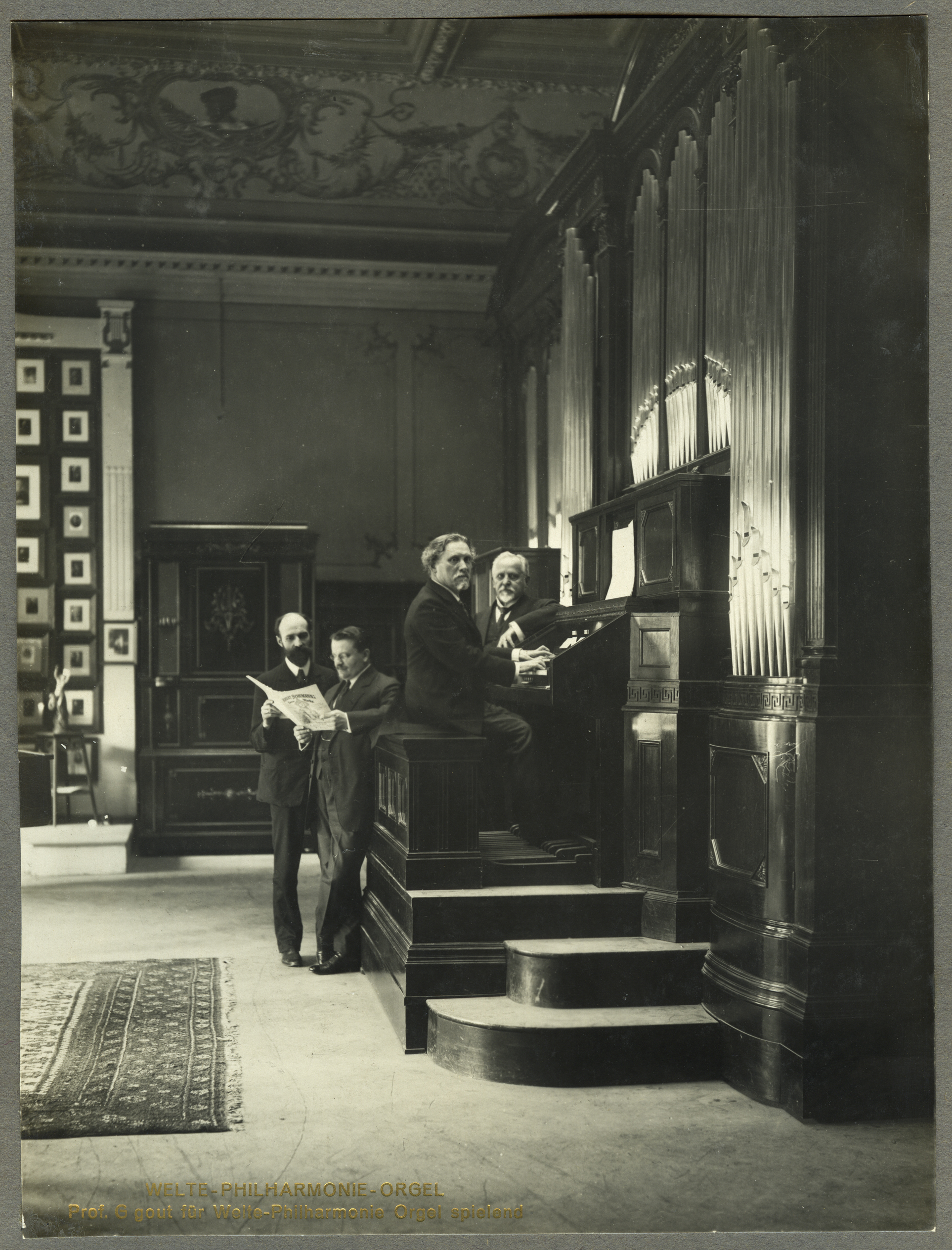
ヴェルテ＝ミニョン社製自動オルガンに録音するジグー 1912年

パリ9区にある音楽学校 École Niedermeyer de Paris に通った。サン＝サーンスに学ぶ。パリ8区の聖オギュスタン教会のオルガン奏者を62年ものあいだ務める。教師としても著名で、作曲家としてかなりの量を残している。即興演奏に秀でており、自身の音楽学校を経営していた。姪と結婚したレオン・ボエルマンもやはり優れたオルガニストであった。
《ロ短調のトッカータ》は代表作の一つで、しばしばオルガン演奏会のアンコールに取り上げられている。